# GSC455-324
GSC455-324 — хімічно пекулярна зоря спектрального класу F4, що має видиму зоряну величину в смузі V приблизно  9,7.